# 阴囊
阴囊（英語：scrotum）是在一些雄性哺乳动物的生殖系统中，位在阴茎下方，阴茎和肛門之間的位置，外有皮膚和平滑肌包覆、内含睪丸（被分隔在两腔室）的囊状物。一般而言會有一個睾丸比較低，以避免受到擠壓時彼此碰撞。在阴囊的中間有垂直方向略為突起的結構，位在陰囊隔膜的外圍，稱為會陰中縫。會陰中縫從陰莖下方往下往後延伸，一直到阴囊的後方為止。阴囊中包括有精索外筋膜、睾丸、附睾、输精管。阴囊是會陰部的延伸，也有一些組織在內，包括睾丸動脈、睾丸靜脈及蔓狀靜脈叢。在人类与其他一些哺乳动物，当青春期发育时会出现陰毛覆盖在阴囊外。若在陰莖勃起或是阴囊溫度較低時，阴囊會收縮。
在生理上，阴囊和雌性动物的大陰唇是同源組織。大部份的哺乳類都有外阴囊，不過像是鯨魚或海豹等海洋哺乳動物就沒有外阴囊，而一些陸生哺乳類也沒有，例如非洲獸總目、异关节总目以及蝙蝠、啮齿目、食蟲目中的一些動物。

## 功能
阴囊功能之一在使睾丸温度略低于体温。人类阴囊温度大约在35－36°C（95－96.8°F）约比37°C（98.6°F）摄氏温标略低一两度。较高的温度可能影响精子计数减少。阴囊藉由肉膜筋膜（dartos fascia）皮下组织和提睾肌的收缩与放松以控制睾丸温度：当环境温度变冷时，睾丸被阴囊移向较为接近下腹部的位置；环境温度较热时则较远离下腹部，并增加暴露的表面积以加快散热。

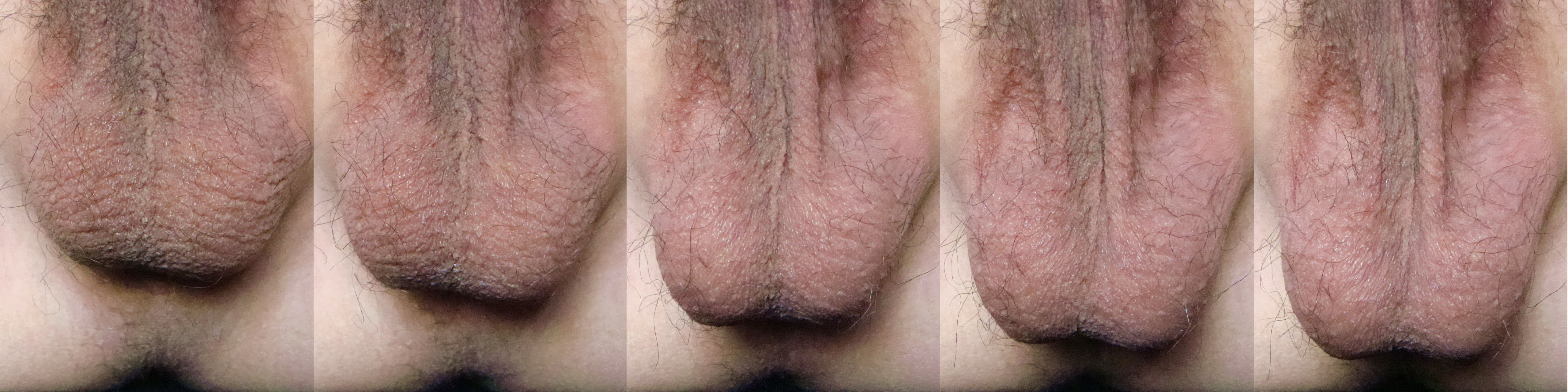
阴囊由收缩至松弛舒展的外观

阴囊的另一功能，是讓睾丸不受腹腔壓力的影響，可避免在精子在成熟至可受精之前就被腹腔壓力給排出體外。
腹腔肌肉的缩放及腹腔内压力的增减，往往能提升或降低睾丸在阴囊内的位置。有些人可藉著收緊肛門和骨盆底的肌肉以同樣的方式提近睾丸，做凱格爾運動。
成年男性性交高潮前阴囊会提高，肛门会阴部肌肉强烈收缩，射出精液。

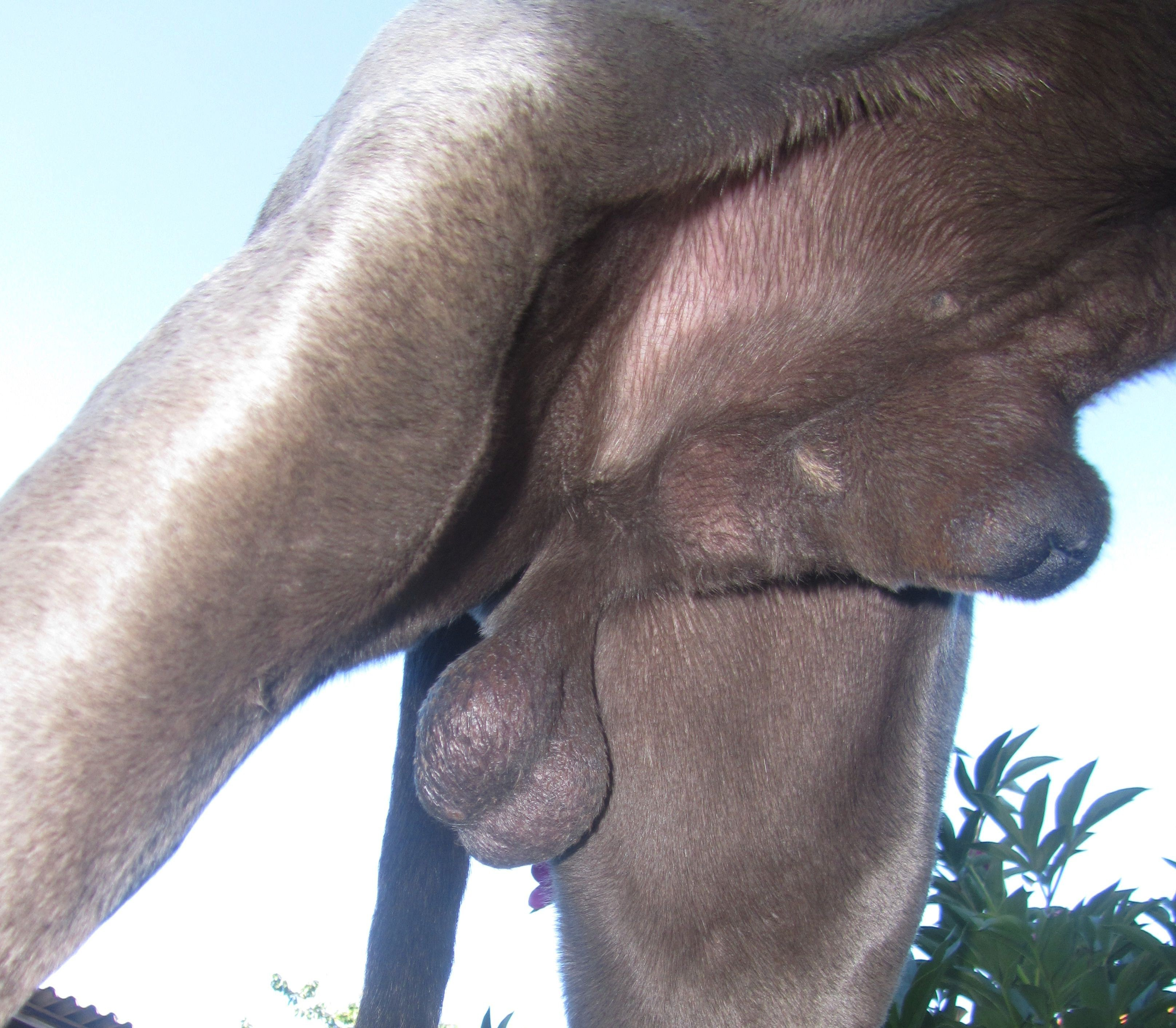
大丹犬的陰囊（中下）與陰莖鞘

虽然精子生成的理想温度随著不同物种而有所差异，但对恒温动物而言，阴囊能使精子生成的温度较身体温度略低是有必要的。阴囊在动物进化优势的研究上有一些争论，认为许多物种的睾丸可能因此脆弱易受伤害。一种解释是：对生活型态较为活泼的动物而言，阴囊能保护睾丸免于颠簸和挤压，而对行动较为稳重的动物——例如象、鲸、袋鼹——睾丸则位于腹内而没有阴囊。

## 俗名
俗稱蛋囊或蛋袋；粵語俗稱膥袋（俗写春袋）；闽南语、台語稱為𡳞脬（俗写卵脬，也写作LP）。

## 書目
- Van De Graaff, Kent M.; Fox, Stuart Ira. . Dubuque, Iowa: William C. Brown Publishers. 1989. ISBN 978-0697056757.